# Arde el mar
Arde el mar es un libro de Pere Gimferrer, compuesto por quince poemas escritos en español y publicado por primera vez en una colección patrocinada por la revista El bardo en febrero de 1966. Ese mismo año ganó el Premio Nacional de Poesía, tras haberse presentado sin éxito al Premio Adonais de Poesía.
Gimferrer, que era un escritor novel, obtuvo con este libro importante reconocimiento de la crítica y sentó las bases de una poética concreta. El propio autor se referiría al libro como "el único y frágil síntoma de un posible cambio de gusto".